# 上綱克彦
上綱 克彦（かみつな かつひこ、1953年 - ）は、日本のミュージシャン、キーボードプレイヤー。作詞・作曲家、音楽プロデューサー。柳ジョージ&レイニーウッド元リーダー。 広島県広島市南区宇品出身。

## 経歴
学生時代からバンドを組み広島フォーク村に参加したり多くのコンテストに出場した。崇徳高校卒業後も地元・広島のディスコやキャバレーで演奏を続ける。浜田省吾はこの頃の音楽仲間だった。実力が県外にも知れ渡り、関西や関東のミュージシャンとセッションを繰り返し1973年、崇徳高校の同級生・石井清登らと5人組バンド「メイフラワー」を結成。1974年、広島にギタークリニックに来た柳ジョージとセッション、意気投合し、柳に誘われ翌1975年、上京し「柳ジョージ&レイニーウッド」としてバンドを結成した。直前にバンドリーダーが抜け上綱がリーダーとなる。
R&Bをベースにした骨太なサウンドは、当時としては画期的で一部で評価を得るが「本物は英語でしょう」と全編英語詞にこだわるなどで、すぐには一般受けしなかった。所属事務所もレコード会社もなかなか決まらず、それらが決まったのは1977年で、デビューアルバム『Time in Changes』がリリースされたのは1978年2月だった。そのデビューまでの3年間に上綱個人としては、つのだひろ～山内テツ～クリエイションらのコンサートにおけるキーボードパートも並行して務めた。バンドとしても地道な活動で徐々に有名ミュージシャンから声が掛かり始めコンサートツアーなどに参加。1978年その内の一人、萩原健一が主演したテレビドラマ『死人狩り』のテーマソングに二枚目のアルバム『Weeping in the Rain』のアルバムタイトル曲が使われ、日本語歌詞に代えた「雨に泣いてる」が大ヒット、アルバムも大ヒットしてトップバンドに躍り出た。同バンドはR&Bをベースにした大人のロックバンドとして高い人気と評価を得た。1979年の4thアルバム『RAINY WOOD AVENUE』はオリコンアルバムチャートで初登場1位を獲得した。1981年暮れの日本武道館コンサートで解散。
同バンドの代表曲「ヘイ・ダーリン」、「プリズナー」、「青い瞳のステラ、1962年夏…」などは上綱作品である。
バンド解散後、一時「THE WOOD」としてメンバーを代え活動したがまもなく解散。その後は甲斐バンドに参加したり、和田アキ子らに楽曲を提供するなど作家、アレンジャーや音楽プロデューサーとして活躍。以降も広島を拠点に音楽活動を継続。ファンが開設したホームページを機に「柳ジョージ&レイニーウッド」としての再結成を熱望する声が高まり、2005年4月に1日だけでの復活ライブが横浜で行われた。さらに、2008年7月に再び復活してフジロックフェスティバルに出演した。2011年10月に柳が亡くなった後もレイニーウッドとして不定期に活動を行っている。
現在は、地元の広島でライブ・カフェ「ジャイブ（Jive）」のオーナーも務めている。
2024年7月12日には、マツダスタジアムで行われた広島東洋カープ×東京ヤクルトスワローズの試合前に、弾き語りで国歌斉唱を行った。